# Macchiagodena
Macchiagodena (/makkjaˈɡɔdena/) è un comune italiano di 1 655 abitanti della provincia di Isernia in Molise.

## Storia

### Origini italiche
Benché il paese sia un paese longobardo medievale, notizie di un villaggio dei Sanniti si hanno dai reperti archeologici rinvenuti nei colli circostanti. Tra i reperti un oinochoe del VI secolo a. C. presso località Piana di Achille e Fosso Pampalone. Il villaggio italico sorgeva presso il tratturello che si sviluppava dal maggiore che da Aufidena (Pescasseroli) andava in Puglia, tale villaggio sorgeva in località Valle Fredda, i cui reperti sono conservati nel Museo Sannitico di Campobasso. Benché il villaggio non fosse un vero e proprio centro vitale con mura e templi di rilievo, fu conquistato certamente nel I secolo a. C. da Roma e subì la distruzione dei Vandali dopo la fine dell'impero.

### Dal Medioevo a oggi
Il castrum nuovo fu fondato nel 964, noto come Maccla de Godino, dai conti Pandolfo e Landolfo della vicina Isernia. Il feudo nel 1000 fu possesso della potente Abbazia di San Vincenzo al Volturno, a cui fu venduto da Maria di Roffredo, all'abate Maraldo. Era inclusa anche la primitiva chiesa di Sant'Apollinare, oggi scomparsa. Nel XIII secolo furono i Cantelmo a dominare sul feudo, e nel secolo successivo subentrarono i Pandone, che avevano il loro quartier generale nel castello di Venafro.
Macchiagodena tuttavia non ebbe mai dei padroni stabili, poiché nell'arco di mezzo secolo era sempre ceduta a nuove famiglie. Nel Quattrocento fu dei Caetani di Baranello e poi dei Mormile di Castelpagano. Tra Cinquecento e Seicento fu dei Piscicelli (1615) e poi dei Caracciolo. Nel 1781 il feudo fu acquistato dalla famiglia Centomani nella persona di Nicola Centomani (1720-1818) che ottenne il relativo titolo marchesale. Nel 1799 con la conquista francese del Molise, Macchiagodena entrò nel dipartimento del Sangro, poi al distretto di Isernia. Nel 1815 invece subentrò al circondario di Cantalupo nel Sannio. Il grave terremoto del Molise del 1805 distrusse a Macchiagodena le chiese principali, che furono ricostruite in stile neoclassico.

Negli anni della seconda guerra mondiale, tra il 1940 e il 1943, Macchiagodena fu uno dei comuni del Molise destinati dalle autorità fasciste ad accogliere profughi ebrei in internamento civile. Con l'arrivo dell'esercito alleato nel settembre 1943, i 6 internati riuscirono tutti a raggiungere i territori liberati del Sud Italia.
Nel dopoguerra Macchiagodena, dopo esser stata per oltre un secolo nella provincia di Campobasso, nel 1970 è ripassata a Isernia.

## Monumenti e luoghi d'interesse
- Castello baronale: principale monumento del paese, fu fondato come torre di guardia dai Longobardi, e nel 1269 da Carlo I d'Angiò fu donato a Barrasio, che lo governasse per conto di Napoli. In questa epoca il castello fu ampliato a pianta quadrata allungata, con quattro torrioni angolari.  Nel 1422 fu possesso di Giovanni Cantelmo, come registrato dalla regina Giovanna II di Napoli. Avente pianta irregolare rettangolare, si erge sulla roccia, dove compaiono le due torri maggiori a scarpa. Parte invece ha l'aspetto di un palazzo gentilizio, poiché il castello fu ristrutturato dopo il terremoto del 1805. Interessante è l'ingresso vano rotondo, all'estremità della seconda rampa di accesso. L'interno un tempo aveva tavole dipinte, successivamente scomparse, ed oggi presenta un classico aspetto ottocentesco dove è conservata la biblioteca. Un corridoio conduce ai sotterranei, dove un tempo erano torturati i prigionieri.
- Chiese di San Nicola - San Lorenzo: la prima è la parrocchiale, la seconda si trova vicino al castello ed un tempo era convento, fino alla soppressione nel 1866. San Nicola si trova nel centro del paese, a pianta basilicale con navata unica. La facciata è divisa da paraste e mostra un elegante decorazione a salienti polistile, tra il tardo barocco e il neoclassico. Anche l'interno è piuttosto sobrio, tranne una cappella rinascimentale a sinistra, unica parte sopravvissuta della chiesa antica. La chiesa di San Lorenzo ha le sue fattezze attuali in merito al rifacimento del 1719, anche se le terminazioni trilobate e l'impianto fanno pensare a una sua fondazione nel XIII secolo. La facciata è molto semplice, in stile neoclassico, con paraste a colonna dorica, e architrave triangolare. L'interno a navata unica e conserva un pregevole organo settecento napoletano. All'ingresso si trova una croce stazionaria medievale di particolare interesse, che mostra Cristo trionfatore con la Madonna regina, insieme al diacono Lorenzo che regge la graticola del suo martirio.

Nel paese sono inoltre presenti due esemplari di Quercia roverella nelle località Masseria Ciocchi e San Matteo dichiarati alberi monumentali con la legge regionale 48 del 6 dicembre 2005.

## Società

### Evoluzione demografica
Abitanti censiti

## Cultura
Macchiagodena, con la sua Piazzetta della Letteratura, dove si possono leggere libri messi gratuitamente a disposizione di tutti, ha dato vita al progetto "Genius Loci. Portami un libro che ti regalo l'anima" che consente di ricevere vacanze gratuite in cambio di un libro donato alla biblioteca del paese. È dal 2016 sede nazione dei Borghi della lettura, ed è inoltre parte dell'Associazione nazionale città del tartufo e dell'associazione Borghi autentici d'Italia.

## Economia
Il comune ospita una centrale di produzione di energia eolica con 19 aerogeneratori di potenza installata totale pari a 16,15 MW.

## Amministrazione
| Periodo        | Periodo          | Primo cittadino            | Partito      | Carica      | Note |
| -------------- | ---------------- | -------------------------- | ------------ | ----------- | ---- |
| 27 aprile 1997 | 13 maggio 2001   | Giuseppe Corrado Del Buono | lista civica | Sindaco     |      |
| 29 maggio 2006 | 27 dicembre 2013 | Angelo Iapaolo             | lista civica | Sindaco     |      |
| 3 gennaio 2014 | 26 maggio 2014   | Antonio Incollingo         |              | Comm. pref. |      |
| 26 maggio 2014 | in carica        | Felice Ciccone             | lista civica | Sindaco     |      |

### Altre informazioni amministrative
Macchiagodena fa parte della Comunità Montana del Sannio.

## Sport
Per quanto riguarda lo sport c'è una squadra di calcio a 11, ASD Gioventù Macchiagodenese.